# Cheng Bugao
Cheng Bugao (chinesisch 程步高, Pinyin Chéng Bùgāo, W.-G. Cheng Pu-Kao, Jyutping Cing4 Bou6gou1; * 1893 A Pinghu in der Provinz Zhejiang, Chinesisches Kaiserreich; † 20. Juni 1966 in Hongkong) war ein chinesischer Filmregisseur.

## Leben
Cheng studierte an der Zhendan-Universität in Shanghai und schrieb regelmäßig für Tageszeitungen der Stadt über Film. Ohne vorherige formale Ausbildung hatte er im Jahre 1924 sein Regiedebüt. 1928 ging er zur Filmgesellschaft Mingxing von Zhang Shichuan und entwickelte sich schnell zu einem der führenden Regisseure des Studios, bei dem er bis 1937 angestellt war. Zu seinen heute bekanntesten Filmen gehören die 1933 entstandenen Chun can (春蠶 / 春蚕,  Chūncán, englisch Spring Silkworms) und Kuang liu (狂流,  kuángliú, englisch Wild Torrents) sowie Xinjiu Shanghai (新舊上海灘 / 新旧上海滩,  Xīnjiù Shànghǎitān, englisch Old and New Shanghai, 1936). Chengs Filme sind für ihre kritische Betrachtung der gesellschaftlichen Umstände bekannt. Nach dem Krieg ließ Cheng Bugao sich in Hongkong nieder und drehte mehrere bewusst unpolitische Filme. Ab 1952 arbeitet er dort für die Great Wall Film Company. 1962 ging er in den Ruhestand.